# Gerhard Morgenstjerne Munthe
Gerhard Arij Ludwig „Morgenstjerne“ Munthe (* 7. August 1875 in Düsseldorf; † 15. Mai 1927 in Leiden) war ein norwegischer Marinemaler, der den größten Teil seines künstlerischen Lebens in den Niederlanden wirkte.

## Leben
Munthe wurde als Sohn des norwegischen Malers Ludvig Munthe in Düsseldorf geboren. Dort hatte sein Vater am 1. Juni 1872 die Holländerin Lene Wilhelmina Vlierboom (1853–1901), die Tochter eines niederländischen Reeders, geheiratet. Das Paar hatte vier Kinder, unter ihnen den späteren Porträt- und Genremaler Christopher Munthe. Gerhard legte seinem Namen bereits in Jugendjahren das Epitheton Morgenstjerne (Morgenstern) bei, um sich so von seinem gleichnamigen Verwandten Gerhard Munthe, ebenfalls ein Maler, zu unterscheiden. Munthe wuchs in Düsseldorf auf, wo er auch die Kunstakademie besuchte. Ein besonderes Interesse entwickelte Munthe für die Küstenlandschaften Hollands, die er bereits früh auf gemeinsamen Reisen mit seinem Vater nach Katwijk aan Zee kennengelernt hatte. Nachdem sein Vater 1896 gestorben war, zog Munthe mit seiner Mutter 1897 nach Den Haag. 1901 bezog er mit seiner Ehefrau, Christine van Gendt, eine Wohnung in Katwijk. Später zog er noch mehrere Male um, zuletzt nach Noordwijk und Noordwijkerhout. Munthe war Mitglied der Haager Künstlervereinigung Pulchri Studio und von Arti et Amicitiae in Amsterdam. 1905 und 1910 stellte er im Salon de Paris aus. Im Alter von 51 Jahren starb er in einem Leidener Krankenhaus.

## Werk (Auswahl)

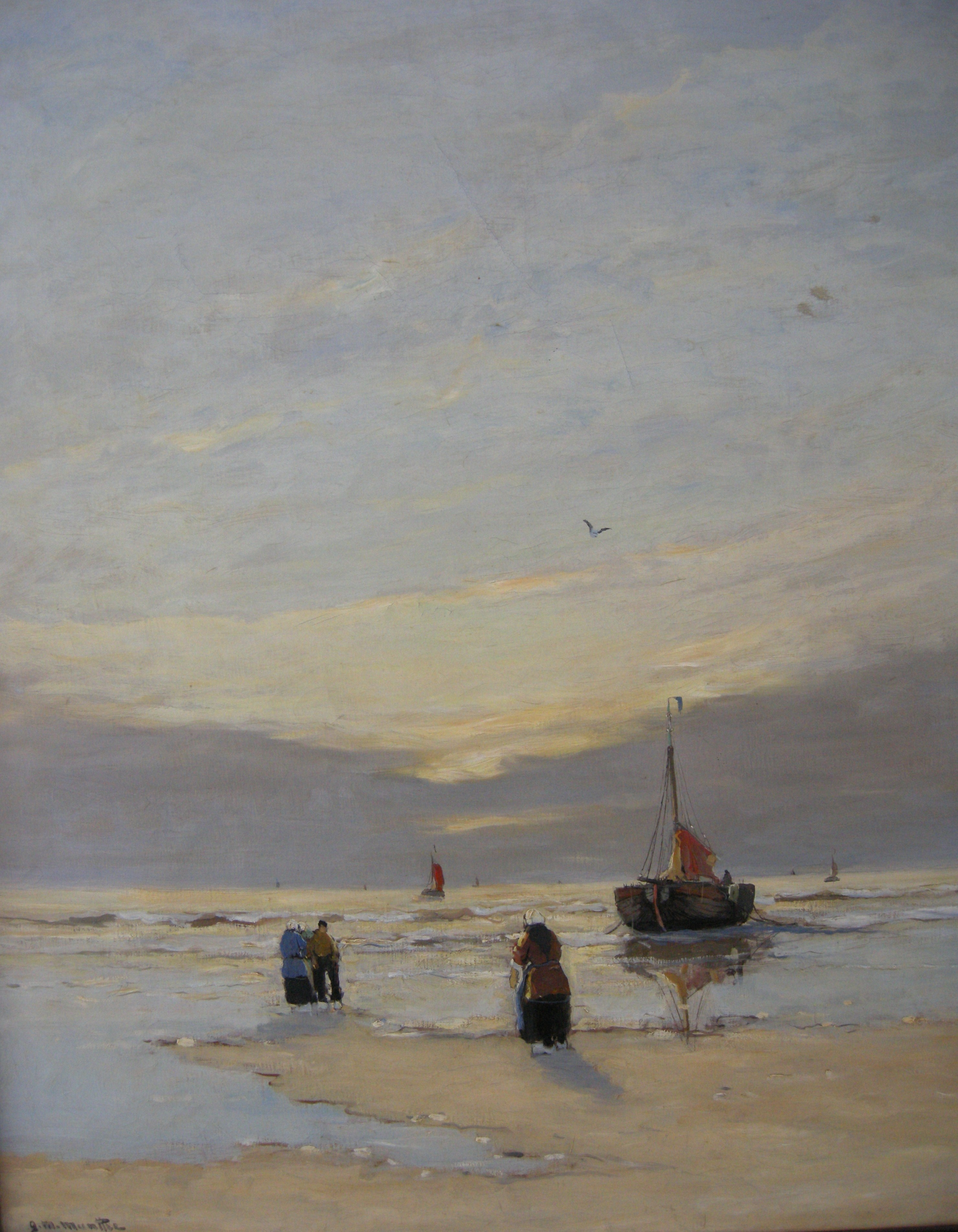
Fischerboot am Strand bei Sonnenuntergang, um 1900

In seiner Malerei wurde Munthe stark durch die Haager Schule beeinflusst, etwa durch Jacob Maris, Hendrik Willem Mesdag und Anton Mauve. Viele seiner Werke sind im Kröller-Müller Museum bei Otterlo und im Katwijks Museum zu besichtigen.
- Fischerboot am Strand bei Sonnenuntergang, um 1900
- Fischerfrauen am Strand von Katwijk, um 1910
- Muschelfischer in der Brandung, um 1915